# Mahellus determinatus
Mahellus determinatus  (лат.) — вид прыгающих насекомых рода Mahellus из семейства цикадок (Cicadellidae). Афротропика: Сейшельские острова. Длина 6,4-6,6 мм. Общая окраска рыжевато-бурая. Скутеллюм крупный, его длина равна или больше длины пронотума. Голова крупная, субконическая, отчётливо уже пронотума. Глаза относительно крупные, полушаровидные, занимают более двух третей дорсальной поверхности головы. Оцеллии мелкие. Клипеус вытянутый, узкий. Эдеагус с 2 широкими субапикальными выступами (что отличает его от всех других представителей трибы), в средней части очень широкий. Сходны по габитусу с Mahellus distanti, отличаясь деталями строения гениталий. Типовой вид рода Mahellus.